# Volta a Portugal de 2015
A Volta a Portugal Liberty Seguros 2015 foi disputada entre 29 de Julho e 9 de Agosto, com a vitória final de Gustavo Veloso. O ciclista espanhol ganhou pela segunda vez consecutiva. O espanhol dominou a prova, estando constantemente entre os três primeiros de cada etapa (só falhou o «top 3» por três vezes). Em segundo ficou Jóni Brandão, que melhorou o quarto lugar de 2014, enquanto Alejandro Marque foi o terceiro. Quanto às "etapas-rainhas", Délio Fernandez ganhou na chegada à Torre (Serra da Estrela) e Filipe Cardoso foi o mais forte no alto da Senhora da Graça (Mondim de Basto).
Entre o início da competição em Viseu e o final em Lisboa, os ciclistas percorreram um total de 1551.7 km. Participaram 16 equipas, seis nacionais e 10 estrangeiras, a maioria com nove ciclistas (o pelotão teve, à partida, 137 ciclistas, dos quais apenas 107 concluíram a prova).

## Equipas
A lista de equipas e ciclistas inscritos na Volta a Portugal 2015 não foi uma grande surpresa, com as seis principais formações nacionais, às quais se juntaram dez estrangeiras, todas da classe continental. Entre os ciclistas, além de nomes como Davide Viganò, estiveram os grandes candidatos ao triunfo - Gustavo Veloso, Alejandro Marque, Délio Fernandez e Rui Sousa, bem como ciclistas a ter em conta como Jóni Brandão ou Hernâni Brôco. Na generalidade, o favoritismo foi confirmado nas posições finais, com Veloso a repetir o triunfo e Brandão a melhorar para o segundo lugar final (tinha sido quarto em 2014). Manuel Cardoso, candidato a vitórias ao sprint, e Ricardo Mestre, vencedor em 2011, foram duas das desilusões maiores da Volta a Portugal 2015, ao estarem afastados das principais posições ao longo da prova.
| País          | Equipa                        | Sigla | Nº Cicl. | Director de equipa  |
| ------------- | ----------------------------- | ----- | -------- | ------------------- |
| Portugal      | Efapel                        | EFP   | 9        | Américo Silva       |
| Portugal      | LA Antarte                    | LAA   | 9        | Mário Rocha         |
| Portugal      | Louletano-Ray Just Energy     | LRJ   | 9        | Jorge Piedade       |
| Portugal      | Team Tavira                   | TAV   | 9        | Vidal Fitas         |
| Portugal      | Rádio Popular-Boavista        | RPB   | 9        | José Santos         |
| Portugal      | W52-Quinta da Lixa            | W52   | 9        | Nuno Ribeiro        |
| Espanha       | Caja Rural                    | CJR   | 9        | José Fernandez      |
| Países Baixos | Cyclingteam Join's - De Rijke | RIJ   | 9        | Bennie Lambregts    |
| Ucrânia       | ISD Continental Team          | ISD   | 8        | Yevgen Novykov      |
| Rússia        | Lokosphinkx                   | LOK   | 7        | Alexander Kuznetsov |
| Países Baixos | Parkhotel Valkenburg          | PVC   | 9        | Ivor Koopmans       |
| Equador       | Team Ecuador                  | ECU   | 9        | Domenec Carbonel    |
| Itália        | Team Idea 2010 ASD            | IDE   | 8        | Alberto Elli        |
| Alemanha      | Team Kuota Lotto              | TKG   | 8        | Detlef Kurzweg      |
| Alemanha      | Team Stuttgart                | SGT   | 7        | Luc Schuddinck      |
| Bélgica       | Verandas Willems Cycling Team | WIL   | 9        | Winten Gauthien     |

## Etapas
No percurso desta Volta a Portugal, destacam-se alguns regressos ao "mapa" da prova. Logo na primeira etapa em linha, Pinhel voltou a receber a Volta quase 30 anos depois, fazendo regressar Trás-os-Montes e o duro traçado inerente. A subida à Torre voltou a ser feita pelo lado da Covilhã, que é a mais dura e mítica subida ao ponto mais alto de Portugal Continental, e Condeixa-a-Nova estreou-se no percurso da maior prova velocipédica portuguesa. Na última etapa, outro regresso ao percurso, o de Vila Franca de Xira, que estava ausente há 39 anos e recebeu a partida para a 10ª tirada, que chegou a Lisboa.
| Etapa   | Data   | Percurso                                                | Distância       | Tipo            | Vencedor da Etapa |
| ------- | ------ | ------------------------------------------------------- | --------------- | --------------- | ----------------- |
| Prólogo | 29-Jul | Viseu - Viseu                                           | 6,0 km          | CR Individual   | Gaetan Bille      |
| 1       | 30-Jul | Pinhel - Bragança                                       | 196,8 km        | Etapa Plana     | Vicente de Mateos |
| 2       | 31-Jul | Macedo de Cavaleiros - Montalegre                       | 175,6 km        | Média Montanha  | Délio Fernandez   |
| 3       | 01-Ago | Boticas - Fafe                                          | 172,2 km        | Etapa Plana     | Davide Viganò     |
| 4       | 02-Ago | Alvarenga (Arouca) - Senhora da Graça (Mondim de Basto) | 159,4 km        | Alta Montanha   | Filipe Cardoso    |
| 5       | 03-Ago | Braga - Viana do Castelo                                | 169,4 km        | Média Montanha  | José Gonçalves    |
| 6       | 04-Ago | Ovar - Oliveira de Azeméis                              | 154,1 km        | Etapa Plana     | Gustavo Veloso    |
| X       | 05-Ago | Dia de descanso                                         | Dia de descanso | Dia de descanso | Dia de descanso   |
| 7       | 06-Ago | Condeixa-a-Nova - Alto da Torre                         | 171,3 km        | Alta Montanha   | Délio Fernandez   |
| 8       | 07-Ago | Guarda - Castelo Branco                                 | 180,2 km        | Etapa Plana     | Eduard Prades     |
| 9       | 08-Ago | Praia do Pedrogão - Leiria                              | 34,2 km         | CR Individual   | Gustavo Veloso    |
| 10      | 09-Ago | Vila Franca de Xira-Lisboa                              | 132,5 km        | Etapa Plana     | Matteo Maluccelli |

## Resumo da prova e Resultados
A Volta a Portugal de 2015 começou com um curto prólogo nas ruas de Viseu, com Gaetan Bille, belga, a levar de vencida sobre Gustavo Veloso, vencedor de 2014. A vantagem foi superior a dois segundos, que embora seja pequena, é algo considerável tendo em conta que o prólogo tem apenas pouco mais de sete minutos e 20 segundos de duração de percurso. Na etapa seguinte, o belga manteve-se no comando da prova apesar da vitória de Vicente de Mateos, que daria início ao domínio espanhol (e latino) da prova. Na terceira tirada, primeira que terminou em altitude (na Serra do Larouco, segundo ponto mais alto de Portugal Continental), Délio Fernandez levou a melhor, mas Gustavo Veloso assumiu o comando da Volta a Portugal depois de Gaetan Bille, anterior líder, ter passado por mais dificuldades nesta etapa.
Doravante, Veloso não mais perdeu a camisola amarela, apesar dos triunfos de outros ciclistas nas etapas seguintes: Davide Viganò (quarta etapa), Filipe Cardoso (primeiro português a ganhar, numa subida que fez "sozinho" na frente ao alto da Senhora da Graça); e José Gonçalves (na quinta etapa). Na sexta tirada, a chegada a Oliveira de Azeméis foi polémica. José Gonçalves ganhou na estrada, ao ser mais rápido do que Gustavo Veloso no sprint final. Contudo, os comissários acabaram por desclassificar o português por se desviar da trajectória, atribuindo a vitória a Veloso, ainda que Gonçalves alega que o rival não estava a seu lado.
Depois do dia de descanso entre as etapas 6 e 7, foi a chegada ao alto da Torre, ponto mais alto de Portugal Continental na Serra da Estrela. Mais uma vez, os espanhóis dominaram, com Délio Fernandez a fazer uma boa subida para vencer, logo na frente do colega de equipa e compatriota Gustavo Veloso. Jóni Brandão ficou em terceiro e consolidou essa posição da geral, depois de ter liderado durante grande parte dos 20km rumo ao topo da Serra da Estrela.
Após a vitória de Eduard Prades ao sprint na oitava etapa, Gustavo Veloso "arrasou" e superiorizou-se a todos no contra-relógio entre Praia do Pedrógão e Leiria, assegurando a uma tirada do final o triunfo que parecia praticamente certo desde a segunda etapa de prova. Jóni Brandão conseguiu alcançar a segunda posição depois de um problema mecânico ter atrasado Délio Fernandez, que foi ainda ultrapassado por Alejandro Marque. Na última etapa, numa já tradicional chegada à capital portuguesa (Lisboa), Matteo Maluccelli ganhou ao sprint, mas naturalmente sem tirar o destaque do dominador da edição 2015 da Volta a Portugal, Gustavo Veloso: o espanhol só não terminou entre os três primeiros em três das 11 tiradas disputadas.

### Líderes por etapa e evolução das camisolas
Referência: 
| Classificação do Prólogo | Classificação do Prólogo | Classificação do Prólogo | Classificação do Prólogo |
| ------------------------ | ------------------------ | ------------------------ | ------------------------ |
| Pos                      | Ciclista                 | Equipa                   | Tempo                    |
| 1                        | Gaetan Bille             | WIL                      | 7m22s                    |
| 2                        | Gustavo Veloso           | W52                      | a 3s                     |
| 3                        | Dimitri Claeys           | WIL                      | a 9s                     |
| 4                        | Dion Beukboom            | PVC                      | a 13s                    |
| 5                        | José Gonçalves           | CJR                      | a 16s                    |
| 6                        | Coen Vermeltfoort        | RIJ                      | a 17s                    |
| 7                        | Ricardo Vilela           | CJR                      | a 18s                    |
| 8                        | Délio Fernandez          | W52                      | m.t.                     |
| 9                        | Eduard Prades            | CJR                      | a 19s                    |
| 10                       | Hugo Sabido              | LRJ                      | a 20s                    |

| Classificação Geral Individual | Classificação Geral Individual | Classificação Geral Individual | Classificação Geral Individual |
| ------------------------------ | ------------------------------ | ------------------------------ | ------------------------------ |
| Pos                            | Ciclista                       | Equipa                         | Tempo                          |
| 1                              | Gaetan Bille                   | WIL                            | 7m22s                          |
| 2                              | Gustavo Veloso                 | W52                            | a 3s                           |
| 3                              | Dimitri Clayes                 | WIL                            | a 9s                           |
| 4                              | Dion Beukboom                  | PVC                            | a 13s                          |
| 5                              | José Gonçalves                 | CJR                            | a 16s                          |
| 6                              | Coen Vermeltfoort              | RIJ                            | a 17s                          |
| 7                              | Ricardo Vilela                 | CJR                            | a 18s                          |
| 8                              | Délio Fernandez                | W52                            | m.t.                           |
| 9                              | Eduard Prades                  | CJR                            | a 19s                          |
| 10                             | Hugo Sabido                    | LRJ                            | a 20s                          |

Referência: 
| Classificação da Etapa | Classificação da Etapa | Classificação da Etapa | Classificação da Etapa |
| ---------------------- | ---------------------- | ---------------------- | ---------------------- |
| Pos                    | Ciclista               | Equipa                 | Tempo                  |
| 1                      | Vicente de Mateos      | LRJ                    | 5h10m04s               |
| 2                      | Samuel Caldeira        | W52                    | m.t.                   |
| 3                      | Davide Viganò          | IDE                    | m.t.                   |
| 4                      | Filipe Cardoso         | EFP                    | m.t.                   |
| 5                      | Eduard Prades          | CJR                    | m.t.                   |
| 6                      | Johannes Weber         | SGT                    | m.t.                   |
| 7                      | José Gonçalves         | CJR                    | m.t.                   |
| 8                      | Daniel Mestre          | TAV                    | m.t.                   |
| 9                      | Alejandro Marque       | EFP                    | m.t.                   |
| 10                     | Jasper Ockeleon        | PVC                    | m.t.                   |

| Classificação Geral Individual | Classificação Geral Individual | Classificação Geral Individual | Classificação Geral Individual |
| ------------------------------ | ------------------------------ | ------------------------------ | ------------------------------ |
| Pos                            | Ciclista                       | Equipa                         | Tempo                          |
| 1                              | Gaetan Bille                   | WIL                            | 5h17m26s                       |
| 2                              | Gustavo Veloso                 | W52                            | a 3s                           |
| 3                              | Samuel Caldeira                | W52                            | a 15s                          |
| 4                              | José Gonçalves                 | CJR                            | a 16s                          |
| 5                              | Ricardo Vilela                 | CJR                            | a 18s                          |
| 6                              | Délio Fernandez                | W52                            | m.t.                           |
| 7                              | Eduard Prades                  | CJR                            | a 19s                          |
| 8                              | Hugo Sabido                    | LRJ                            | a 20s                          |
| 9                              | Vicente de Mateos              | LRJ                            | a 21s                          |
| 10                             | Hector Benito                  | CJR                            | a 22s                          |

Referência: 
| Classificação da Etapa | Classificação da Etapa | Classificação da Etapa | Classificação da Etapa |
| ---------------------- | ---------------------- | ---------------------- | ---------------------- |
| Pos                    | Ciclista               | Equipa                 | Tempo                  |
| 1                      | Délio Fernandez        | W52                    | 5:00:10s               |
| 2                      | José Gonçalves         | CJR                    | m.t.                   |
| 3                      | Gustavo Veloso         | W52                    | a 6s                   |
| 4                      | Jóni Brandão           | EFP                    | m.t.                   |
| 5                      | Amaro Antunes          | LAA                    | a 8s                   |
| 6                      | Alejandro Marque       | EFP                    | m.t.                   |
| 7                      | Ricardo Mestre         | TAV                    | a 13s                  |
| 8                      | Sérgio Sousa           | LAA                    | m.t.                   |
| 9                      | Hernâni Brôco          | LAA                    | m.t.                   |
| 10                     | Ricardo Vilela         | CJR                    | m.t.                   |

| Classificação Geral Individual | Classificação Geral Individual | Classificação Geral Individual | Classificação Geral Individual |
| ------------------------------ | ------------------------------ | ------------------------------ | ------------------------------ |
| Pos                            | Ciclista                       | Equipa                         | Tempo                          |
| 1                              | Gustavo Veloso                 | W52                            | 10h17m41s                      |
| 2                              | Délio Fernandez                | W52                            | a 3s                           |
| 3                              | José Gonçalves                 | CJR                            | a 5s                           |
| 4                              | Ricardo Vilela                 | CJR                            | a 26s                          |
| 5                              | Amaro Antunes                  | LAA                            | a 31s                          |
| 6                              | Jóni Brandão                   | EFP                            | m.t.                           |
| 7                              | Sérgio Sousa                   | LAA                            | m.t.                           |
| 8                              | Hernâni Brôco                  | LAA                            | a 33s                          |
| 9                              | Ricardo Mestre                 | TAV                            | a 35s                          |
| 10                             | Alejandro Marque               | EFP                            | a 37s                          |

Referência: 
| Classificação da Etapa | Classificação da Etapa | Classificação da Etapa | Classificação da Etapa |
| ---------------------- | ---------------------- | ---------------------- | ---------------------- |
| Pos                    | Ciclista               | Equipa                 | Tempo                  |
| 1                      | Davide Viganò          | IDE                    | 4h17m33s               |
| 2                      | Gustavo Veloso         | W52                    | m.t.                   |
| 3                      | Manuel Cardoso         | TAV                    | m.t.                   |
| 4                      | Vicente de Mateos      | LRJ                    | m.t.                   |
| 5                      | José Gonçalves         | CJR                    | m.t.                   |
| 6                      | Alejandro Marque       | EFP                    | m.t.                   |
| 7                      | Gaetan Bille           | WIL                    | m.t.                   |
| 8                      | Filipe Cardoso         | EFP                    | m.t.                   |
| 9                      | Amaro Antunes          | LAA                    | m.t.                   |
| 10                     | Jasper Ockeloen        | PVC                    | m.t.                   |

| Classificação Geral Individual | Classificação Geral Individual | Classificação Geral Individual | Classificação Geral Individual |
| ------------------------------ | ------------------------------ | ------------------------------ | ------------------------------ |
| Pos                            | Ciclista                       | Equipa                         | Tempo                          |
| 1                              | Gustavo Veloso                 | W52                            | 14h35m08s                      |
| 2                              | Délio Fernandez                | W52                            | a 9s                           |
| 3                              | José Gonçalves                 | CJR                            | a 12s                          |
| 4                              | Ricardo Vilela                 | CJR                            | a 34s                          |
| 5                              | Amaro Antunes                  | LAA                            | a 37s                          |
| 6                              | Jóni Brandão                   | EFP                            | m.t.                           |
| 7                              | Sérgio Sousa                   | LAA                            | a 38s                          |
| 8                              | Hernâni Brôco                  | LAA                            | a 40s                          |
| 9                              | Ricardo Mestre                 | TAV                            | a 41s                          |
| 10                             | Alejandro Marque               | EFP                            | a 43s                          |

Referência: 
| Classificação da Etapa | Classificação da Etapa | Classificação da Etapa | Classificação da Etapa |
| ---------------------- | ---------------------- | ---------------------- | ---------------------- |
| Pos                    | Ciclista               | Equipa                 | Tempo                  |
| 1                      | Filipe Cardoso         | EFP                    | 4h26m14s               |
| 2                      | Jóni Brandão           | EFP                    | m.t.                   |
| 3                      | Gustavo Veloso         | W52                    | m.t.                   |
| 4                      | Amaro Antunes          | LAA                    | a 4s                   |
| 5                      | Délio Fernandez        | W52                    | m.t.                   |
| 6                      | Alejandro Marque       | EFP                    | a 8s                   |
| 7                      | António Carvalho       | W52                    | m.t.                   |
| 8                      | João Benta             | LRJ                    | a 16s                  |
| 9                      | Ricardo Vilela         | CJR                    | a 23s                  |
| 10                     | Daniel Silva           | RPB                    | a 25s                  |

| Classificação Geral Individual | Classificação Geral Individual | Classificação Geral Individual | Classificação Geral Individual |
| ------------------------------ | ------------------------------ | ------------------------------ | ------------------------------ |
| Pos                            | Ciclista                       | Equipa                         | Tempo                          |
| 1                              | Gustavo Veloso                 | W52                            | 0h00m00s                       |
| 2                              | Délio Fernandez                | W52                            | a 17s                          |
| 3                              | Jóni Brandão                   | EFP                            | a 35s                          |
| 4                              | Amaro Antunes                  | LAA                            | a 45s                          |
| 5                              | Alejandro Marque               | EFP                            | a 55s                          |
| 6                              | Ricardo Vilela                 | CJR                            | a 1m01s                        |
| 7                              | António Carvalho               | W52                            | a 1m09s                        |
| 8                              | Hernâni Broco                  | LAA                            | a 1m14s                        |
| 9                              | João Benta                     | LRJ                            | a 1m24s                        |
| 10                             | Daniel Silva                   | RPB                            | a 1m30s                        |

Referência: 
| Classificação da Etapa | Classificação da Etapa | Classificação da Etapa | Classificação da Etapa |
| ---------------------- | ---------------------- | ---------------------- | ---------------------- |
| Pos                    | Ciclista               | Equipa                 | Tempo                  |
| 1                      | José Gonçalves         | CJR                    | 4h09m07s               |
| 2                      | Délio Fernandez        | W52                    | m.t.                   |
| 3                      | Gustavo Veloso         | W52                    | m.t.                   |
| 4                      | Jóni Brandão           | EFP                    | a 2s                   |
| 5                      | Alejandro Marque       | EFP                    | a 3s                   |
| 6                      | Gaetan Bille           | WIL                    | m.t.                   |
| 7                      | Daniel Silva           | RPB                    | m.t.                   |
| 8                      | César Fonte            | RPB                    | m.t.                   |
| 9                      | Ricardo Vilela         | CJR                    | m.t.                   |
| 10                     | Amaro Antunes          | LAA                    | m.t.                   |

| Classificação Geral Individual | Classificação Geral Individual | Classificação Geral Individual | Classificação Geral Individual |
| ------------------------------ | ------------------------------ | ------------------------------ | ------------------------------ |
| Pos                            | Ciclista                       | Equipa                         | Tempo                          |
| 1                              | Gustavo Veloso                 | W52                            | 23h10m21s                      |
| 2                              | Délio Fernandez                | W52                            | a 15s                          |
| 3                              | Jóni Brandão                   | EFP                            | a 41s                          |
| 4                              | Amaro Antunes                  | LAA                            | a 52m                          |
| 5                              | Alejandro Marque               | EFP                            | a 1m02                         |
| 6                              | Ricardo Vilela                 | CJR                            | a 1m08                         |
| 7                              | António Carvalho               | W52                            | a 1m16                         |
| 8                              | Hernâni Broco                  | LAA                            | a 1m26s                        |
| 9                              | João Benta                     | LRJ                            | a 1m36s                        |
| 10                             | Daniel Silva                   | RPB                            | a 1m37s                        |

Referência: 
| Classificação da Etapa | Classificação da Etapa | Classificação da Etapa | Classificação da Etapa |
| ---------------------- | ---------------------- | ---------------------- | ---------------------- |
| Pos                    | Ciclista               | Equipa                 | Tempo                  |
| 1                      | Gustavo Veloso         | W52                    | 3h44m33s               |
| 2                      | Vicente de Mateos      | LRJ                    | m.t.                   |
| 3                      | Délio Fernandez        | W52                    | m.t.                   |
| 4                      | Rafael Silva           | EFP                    | m.t.                   |
| 5                      | Davide Viganò          | IDE                    | m.t.                   |
| 6                      | Jóni Brandão           | EFP                    | m.t.                   |
| 7                      | Manuel Cardoso         | TAV                    | m.t.                   |
| 8                      | Jasper Ockeloen        | PVC                    | m.t.                   |
| 9                      | César Fonte            | RPB                    | m.t.                   |
| 10                     | Gaetan Bille           | WIL                    | m.t.                   |

| Classificação Geral Individual | Classificação Geral Individual | Classificação Geral Individual | Classificação Geral Individual |
| ------------------------------ | ------------------------------ | ------------------------------ | ------------------------------ |
| Pos                            | Ciclista                       | Equipa                         | Tempo                          |
| 1                              | Gustavo Veloso                 | W52                            | 26h54m44s                      |
| 2                              | Délio Fernandez                | W52                            | a 21s                          |
| 3                              | Jóni Brandão                   | EFP                            | a 51s                          |
| 4                              | Amaro Antunes                  | LAA                            | a 1m02s                        |
| 5                              | Alejandro Marque               | EFP                            | a 1m12s                        |
| 6                              | Ricardo Vilela                 | CJR                            | a 1m18s                        |
| 7                              | António Carvalho               | W52                            | a 1m26s                        |
| 8                              | Hernâni Broco                  | LAA                            | a 1m36s                        |
| 9                              | João Benta                     | LRJ                            | a 1m46s                        |
| 10                             | Daniel Silva                   | RPB                            | a 1m47s                        |

Referência: 
| Classificação da Etapa | Classificação da Etapa | Classificação da Etapa | Classificação da Etapa |
| ---------------------- | ---------------------- | ---------------------- | ---------------------- |
| Pos                    | Ciclista               | Equipa                 | Tempo                  |
| 1                      | Délio Fernandez        | W52                    | 4h42m00s               |
| 2                      | Gustavo Veloso         | W52                    | m.t.                   |
| 3                      | Jóni Brandão           | EFP                    | a 4s                   |
| 4                      | Marcos García          | LRJ                    | a 7s                   |
| 5                      | Alejandro Marque       | EFP                    | a 10s                  |
| 6                      | Rui Sousa              | RPB                    | a 14s                  |
| 7                      | Sérgio Sousa           | LAA                    | a 19s                  |
| 8                      | António Carvalho       | W52                    | m.t.                   |
| 9                      | Daniel Silva           | RPB                    | a 34s                  |
| 10                     | Virgílio Santos        | RPB                    | a 48s                  |

| Classificação Geral Individual | Classificação Geral Individual | Classificação Geral Individual | Classificação Geral Individual |
| ------------------------------ | ------------------------------ | ------------------------------ | ------------------------------ |
| Pos                            | Ciclista                       | Equipa                         | Tempo                          |
| 1                              | Gustavo Veloso                 | W52                            | 31h36m38s                      |
| 2                              | Délio Fernandez                | W52                            | a 14s                          |
| 3                              | Jóni Brandão                   | EFP                            | a 57s                          |
| 4                              | Alejandro Marque               | EFP                            | a 1m28s                        |
| 5                              | António Carvalho               | W52                            | a 1m51s                        |
| 6                              | Rui Sousa                      | RPB                            | a 2m11s                        |
| 7                              | Marcos García                  | LRJ                            | a 2m20s                        |
| 8                              | Sérgio Sousa                   | LAA                            | a 2m27s                        |
| 9                              | Daniel Silva                   | RPB                            | m.t.                           |
| 10                             | Hernâni Brôco                  | LAA                            | a 3m03s                        |

Referência: 
| Classificação da Etapa | Classificação da Etapa | Classificação da Etapa | Classificação da Etapa |
| ---------------------- | ---------------------- | ---------------------- | ---------------------- |
| Pos                    | Ciclista               | Equipa                 | Tempo                  |
| 1                      | Eduard Prades          | CJR                    | 4h09m44s               |
| 2                      | Samuel Caldeira        | W52                    | m.t.                   |
| 3                      | Davide Vigano          | IDE                    | m.t.                   |
| 4                      | Coen Vermeltfoort      | RIJ                    | m.t.                   |
| 5                      | Albert Torres          | ECU                    | m.t.                   |
| 6                      | Rafael Silva           | EFP                    | m.t.                   |
| 7                      | Amaro Antunes          | LAA                    | m.t.                   |
| 8                      | Délio Fernandez        | W52                    | m.t.                   |
| 9                      | Daniel Silva           | RPB                    | m.t.                   |
| 10                     | Vicente de Mateos      | LRJ                    | m.t.                   |

| Classificação Geral Individual | Classificação Geral Individual | Classificação Geral Individual | Classificação Geral Individual |
| ------------------------------ | ------------------------------ | ------------------------------ | ------------------------------ |
| Pos                            | Ciclista                       | Equipa                         | Tempo                          |
| 1                              | Gustavo Veloso                 | W52                            | 31h36m38s                      |
| 2                              | Délio Fernandez                | W52                            | a 14s                          |
| 3                              | Jóni Brandão                   | EFP                            | a 57s                          |
| 4                              | Alejandro Marque               | EFP                            | a 1m28s                        |
| 5                              | António Carvalho               | W52                            | a 1m51s                        |
| 6                              | Rui Sousa                      | RPB                            | a 2m11s                        |
| 7                              | Sérgio Sousa                   | LAA                            | a 2m27s                        |
| 8                              | Daniel Silva                   | RPB                            | m.t.                           |
| 9                              | Marcos García                  | LRJ                            | a 2m36s                        |
| 10                             | Hernâni Broco                  | LAA                            | a 3m03s                        |

Referência: 
| Classificação da Etapa | Classificação da Etapa | Classificação da Etapa | Classificação da Etapa |
| ---------------------- | ---------------------- | ---------------------- | ---------------------- |
| Pos                    | Ciclista               | Equipa                 | Tempo                  |
| 1                      | Gustavo Veloso         | W52                    | 0h40m41s               |
| 2                      | José Gonçalves         | CJR                    | a 26s                  |
| 3                      | Rafael Reis            | TAV                    | a 35s                  |
| 4                      | Ricardo Mestre         | TAV                    | a 50s                  |
| 5                      | Rui Sousa              | RPB                    | a 56s                  |
| 6                      | Evgeny Shalunov        | LOK                    | a 57s                  |
| 7                      | Alejandro Marque       | EFP                    | a 1m00s                |
| 8                      | Gaetan Bille           | WIL                    | a 1m03s                |
| 9                      | Albert Torres          | ECU                    | a 1m10s                |
| 10                     | Daniel Westmattelmann  | TKG                    | a 1m21s                |

| Classificação Geral Individual | Classificação Geral Individual | Classificação Geral Individual | Classificação Geral Individual |
| ------------------------------ | ------------------------------ | ------------------------------ | ------------------------------ |
| Pos                            | Ciclista                       | Equipa                         | Tempo                          |
| 1                              | Gustavo Veloso                 | W52                            | 36h27m03s                      |
| 2                              | Jóni Brandão                   | EFP                            | a 2m21s                        |
| 3                              | Alejandro Marque               | EFP                            | a 2m28s                        |
| 4                              | Délio Fernandez                | W52                            | a 3m06s                        |
| 5                              | Rui Sousa                      | RPB                            | a 3m07s                        |
| 6                              | António Carvalho               | W52                            | a 3m29s                        |
| 7                              | Sérgio Sousa                   | LAA                            | a 3m54s                        |
| 8                              | Hernâni Broco                  | LAA                            | a 4m34s                        |
| 9                              | Daniel Silva                   | RPB                            | a 4m41s                        |
| 10                             | Amaro Antunes                  | LAA                            | a 5m36s                        |

Referência: 
| Classificação da Etapa | Classificação da Etapa | Classificação da Etapa | Classificação da Etapa |
| ---------------------- | ---------------------- | ---------------------- | ---------------------- |
| Pos                    | Ciclista               | Equipa                 | Tempo                  |
| 1                      | Matteo Maluccelli      | IDE                    | 3h33m27s               |
| 2                      | Davide Viganò          | IDE                    | m.t.                   |
| 3                      | Eduard Prades          | CJR                    | m.t.                   |
| 4                      | Manuel Cardoso         | TAV                    | m.t.                   |
| 5                      | Pedro Paulinho         | LAA                    | m.t.                   |
| 6                      | Filipe Cardoso         | EFP                    | m.t.                   |
| 7                      | Albert Torres          | ECU                    | m.t.                   |
| 8                      | Vicent de Mateos       | LRJ                    | m.t.                   |
| 9                      | Samuel Caldeira        | W52                    | m.t.                   |
| 10                     | Marco Tizza            | IDE                    | m.t.                   |

| Classificação Geral Individual | Classificação Geral Individual | Classificação Geral Individual | Classificação Geral Individual |
| ------------------------------ | ------------------------------ | ------------------------------ | ------------------------------ |
| Pos                            | Ciclista                       | Equipa                         | Tempo                          |
| 1                              | Gustavo Veloso                 | W52                            | 40h00m39s                      |
| 2                              | Jóni Brandão                   | EFP                            | a 2m12s                        |
| 3                              | Alejandro Marque               | EFP                            | a 2m19s                        |
| 4                              | Délio Fernandez                | W52                            | a 2m57s                        |
| 5                              | Rui Sousa                      | RPB                            | a 2m58s                        |
| 6                              | António Carvalho               | W52                            | a 3m20s                        |
| 7                              | Sérgio Sousa                   | LAA                            | a 3m45s                        |
| 8                              | Daniel Silva                   | RPB                            | a 4m32s                        |
| 9                              | Hernâni Broco                  | LAA                            | a 4m33s                        |
| 10                             | Amaro Antunes                  | LAA                            | a 5m27s                        |

| Classificação     | Prólogo                    | Etapa 1           | Etapa 2         | Etapa 3        | Etapa 4          | Etapa 5          | Etapa 6          | Etapa 7          | Etapa 8          | Etapa 9          | Etapa 10          |
| ----------------- | -------------------------- | ----------------- | --------------- | -------------- | ---------------- | ---------------- | ---------------- | ---------------- | ---------------- | ---------------- | ----------------- |
| Vencedor da Etapa | Gaetan Bille               | Vicente de Mateos | Délio Fernandez | Davide Viganò  | Filipe Cardoso   | José Gonçalves   | Gustavo Veloso   | Délio Fernandez  | Eduard Prades    | Gustavo Veloso   | Matteo Maluccelli |
| Geral Individual  | Gaetan Bille               | Gaetan Bille      | Gustavo Veloso  | Gustavo Veloso | Gustavo Veloso   | Gustavo Veloso   | Gustavo Veloso   | Gustavo Veloso   | Gustavo Veloso   | Gustavo Veloso   | Gustavo Veloso    |
| Montanha          | Não Atribuída Oficialmente | Bruno Silva)      | Bruno Silva)    | Bruno Silva)   | Bruno Silva)     | Bruno Silva)     | Bruno Silva)     | Bruno Silva)     | Bruno Silva)     | Bruno Silva)     | Bruno Silva)      |
| Pontos            | Não Atribuída Oficialmente | Vicente de Mateos | José Gonçalves  | Davide Viganò  | Filipe Cardoso   | Gustavo Veloso   | Gustavo Veloso   | Gustavo Veloso   | Gustavo Veloso   | Gustavo Veloso   | Gustavo Veloso    |
| Juventude         | Luca Capelli               | Hector Benito     | Luca Capelli    | Luca Capelli   | Aleksey Rybalkin | Aleksey Rybalkin | Aleksey Rybalkin | Aleksey Rybalkin | Aleksey Rybalkin | Aleksey Rybalkin | Aleksey Rybalkin  |
| Equipas           | WIL                        | W52               | W52             | W52            | W52              | W52              | W52              | W52              | W52              | W52              | W52               |
| Classificação     | Prólogo                    | Etapa 1           | Etapa 2         | Etapa 3        | Etapa 4          | Etapa 5          | Etapa 6          | Etapa 7          | Etapa 8          | Etapa 9          | Etapa 10          |

### Classificação geral final
| Classificação Geral Individual | Classificação Geral Individual | Classificação Geral Individual | Classificação Geral Individual |
| ------------------------------ | ------------------------------ | ------------------------------ | ------------------------------ |
| Pos                            | Ciclista                       | Equipa                         | Tempo                          |
| 1                              | Gustavo Veloso                 | W52                            | 40h00m39s                      |
| 2                              | Jóni Brandão                   | EFP                            | a 2m12s                        |
| 3                              | Alejandro Marque               | EFP                            | a 2m19s                        |
| 4                              | Délio Fernandez                | W52                            | a 2m57s                        |
| 5                              | Rui Sousa                      | RPB                            | a 2m58s                        |
| 6                              | António Carvalho               | W52                            | a 3m20s                        |
| 7                              | Sérgio Sousa                   | LAA                            | a 3m45s                        |
| 8                              | Daniel Silva                   | RPB                            | a 4m32s                        |
| 9                              | Hernâni Broco                  | LAA                            | a 4m33s                        |
| 10                             | Amaro Antunes                  | LAA                            | a 5m27s                        |

| Classificação por Pontos | Classificação por Pontos | Classificação por Pontos | Classificação por Pontos |
| ------------------------ | ------------------------ | ------------------------ | ------------------------ |
| Pos                      | Ciclista                 | Equipa                   | Pontos                   |
| 1                        | Gustavo Veloso           | W52                      | 118                      |
| 2                        | Delio Fernández          | W52                      | 103                      |
| 3                        | Davide Viganò            | IDE                      | 93                       |

| Classificação da Montanha | Classificação da Montanha | Classificação da Montanha | Classificação da Montanha |
| ------------------------- | ------------------------- | ------------------------- | ------------------------- |
| Pos                       | Ciclista                  | Equipa                    | Pontos                    |
| 1                         | Bruno Silva               | LAA                       | 80                        |
| 2                         | Delio Fernández           | W52                       | 50                        |
| 3                         | Gustavo Veloso            | W52                       | 44                        |

| Classificação da Juventude | Classificação da Juventude | Classificação da Juventude | Classificação da Juventude |
| -------------------------- | -------------------------- | -------------------------- | -------------------------- |
| Pos                        | Ciclista                   | Equipa                     | Tempo                      |
| 1                          | Aleksey Rybalkin           | LOK                        | 40h 12' 01"                |
| 2                          | Anatoliy Budyak            | ISD                        | + 14' 13"                  |
| 3                          | Evgeny Shalunov            | LOK                        | +15' 03"                   |

| Classificação Colectiva | Classificação Colectiva | Classificação Colectiva |
| ----------------------- | ----------------------- | ----------------------- |
| Pos                     | Equipa                  | Tempo                   |
| 1                       | W52-Quinta da Lixa      | 120h 07' 56"            |
| 2                       | Rádio Popular-Boavista  | + 6' 29s                |
| 3                       | LA Alumínios-Antarte    | + 7' 36s                |